# 苏塔利耶
苏塔利耶（Suthaliya），是印度中央邦Rajgarh县的一个城镇。总人口7601（2001年）。

## 人口
该地2001年总人口7601人，其中男性4004人，女性3597人；0—6岁人口1370人，其中男713人，女657人；识字率50.43%，其中男性为62.19%，女性为37.34%。